# Cristiano I, Eleitor da Saxônia

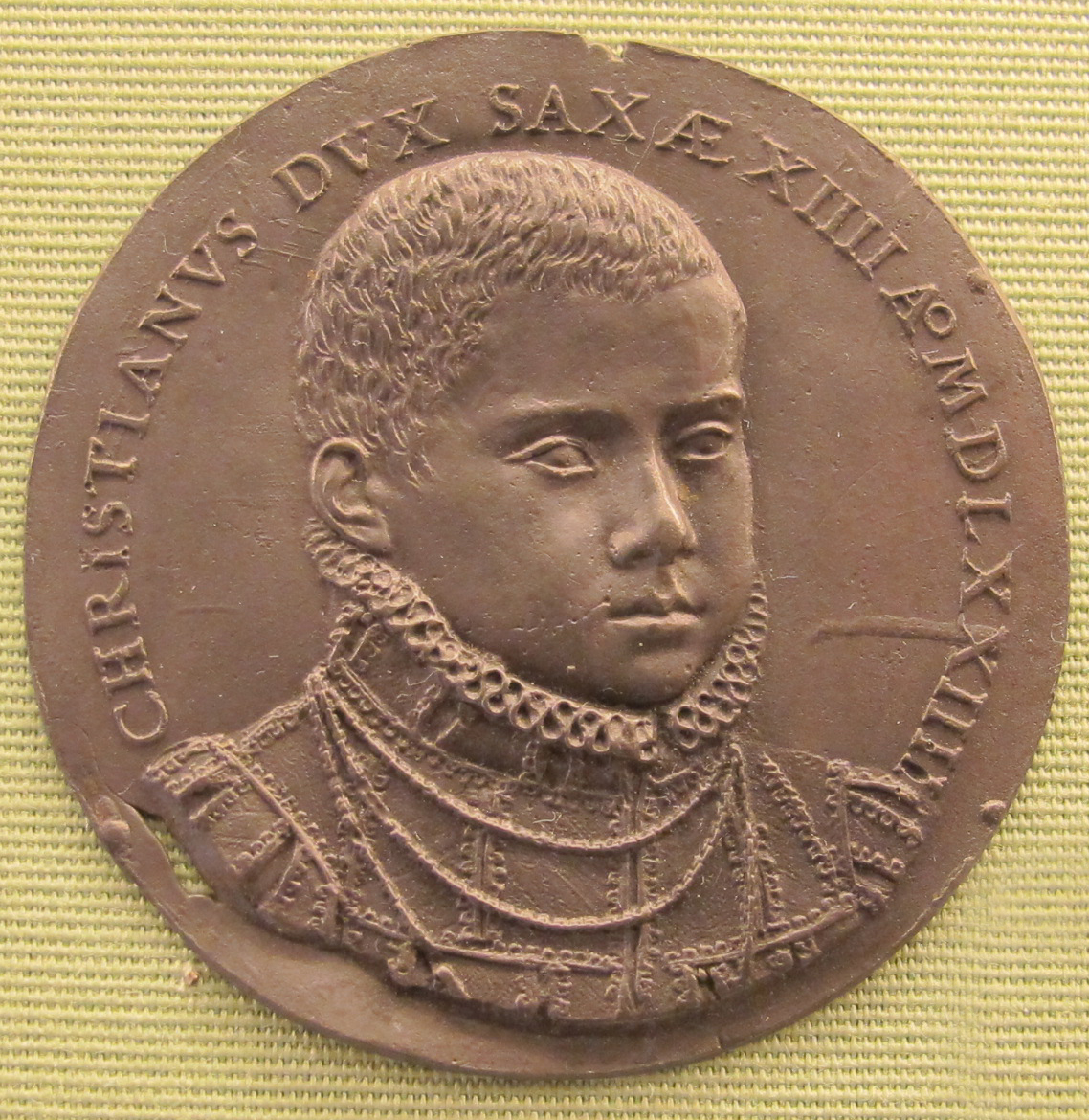
Cristiano I da Saxônia em 1574.

Cristiano I da Saxônia foi o oitavo filho de Augusto da Saxônia, tronco do ramo caçula Wettin da casa de Saxônia, príncipe-eleitor da Saxônia, e de Ana da Dinamarca ou  de Oldemburgo, filha de Cristiano III, rei da Dinamarca. 
Nasceu em Dresden em 29 de outubro de 1560 e morreu em 25 de setembro de 1591 em Dresden. Foi eleitor da Saxônia e conde palatino da Saxônia, marquês da Mísnia (Meissen) em 1586.  Sua descendência foram os duques e eleitores da Saxônia. 
Casou em Dresden em 25 de abril de 1582 com a marquesa Sofia de Brandemburgo (1568-1622) filha de João Jorge, Eleitor de Brandemburgo. Tiveram oito filhos, dos quais três cedo mortos.
- 1 - Foi sucedido como Eleitor de Saxônia por seu primogênito, Cristiano II (Dresden 1583-1611), Conde palatino de Saxe, marquês da Mísnia ou Meissen em 1591. Casou em 1602 com a princesa Edviges da Dinamarca ou de Oldemburgo (1581-1641), filha de Frederico II, Rei da Dinamarca.

Os outros filhos de Cristiano I foram:
- 2 - Ana (nascida e morta em 1586).
- 3 - Sofia da Saxônia (Dresde 1587-1635 Stettin). Casou em Dresden em 1610 com Francisco I, Duque da Pomerânia.
- 4 - Isabel (1588-1589).
- 5 - Augusto da Saxônia (Dresden 1589-1615 Naumburgo).  Casado em Dresden em 1612 com a duquesa Isabel (1593-1650), filha de Henrique de Brunsvique-Volfenbutel.
- 6 - Doroteia da Saxônia (Dresden 1591-1617 Quedlinburgo), abadessa de Quedlinburgo a partir de 1610.
- 7 - Seu segundo filho foi João Jorge I, que sucedeu ao irmão Cristiano II acima.